# العب
العب یک منطقهٔ مسکونی در قطر است که در شهرداری الضعاین واقع شده‌است. العب ۷٫۰ کیلومتر مربع مساحت دارد ۱۴ متر بالاتر از سطح دریا واقع شده‌است.